# اورلوو دول
اورلوو دول (به بلغاری: Orlov dol) یک منطقهٔ مسکونی در بلغارستان است که در توپولوفگراد واقع شده‌است.
 اورلوو دول  ۴۸۵ نفر جمعیت دارد.